# Monstrillopsis chilensis
Monstrillopsis chilensis is een eenoogkreeftjessoort uit de familie van de Monstrillidae. De wetenschappelijke naam van de soort is voor het eerst geldig gepubliceerd in 2006 door Suárez-Morales, Bello-Smith & Palma.